# Madjadou
Madjadou est un village du Cameroun situé dans le département de la Bénoué et la région du Nord. Il fait partie de la commune de Lagdo. Madjadou est séparé en deux entités (Madjadou 1 et Madjadou 2) dans le recensement de 2005.
Coordonnées: longitude 13.4° est, latitude 8.15° nord
Altitude: 549 m

## Population
Le nombre d’habitants était de 1295 d’après le recensement de 2005. D’après le Plan Communal de Développement de Lagdo daté de 2015, le nombre d’habitants de Madjadou était de 2300.